# Mansfield (Illinois)
Mansfield és una vila dels Estats Units a l'estat d'Illinois. Segons el cens del tenia 949 habitants.

## Demografia
Segons el cens del 2000, Mansfield tenia 949 habitants, 396 habitatges, i 293 famílies. La densitat de població era de 718,5 habitants/km².
Dels 396 habitatges en un 31,3% hi vivien nens de menys de 18 anys, en un 63,4% hi vivien parelles casades, en un 7,3% dones solteres, i en un 25,8% no eren unitats familiars. En el 22,5% dels habitatges hi vivien persones soles el 9,1% de les quals corresponia a persones de 65 anys o més que vivien soles. El nombre mitjà de persones vivint en cada habitatge era de 2,4 i el nombre mitjà de persones que vivien en cada família era de 2,79.
Per edats la població es repartia de la següent manera: un 22,9% tenia menys de 18 anys, un 7,5% entre 18 i 24, un 29,4% entre 25 i 44, un 27,4% de 45 a 60 i un 12,9% 65 anys o més.
L'edat mediana era de 39 anys. Per cada 100 dones de 18 o més anys hi havia 92,1 homes.
La renda mediana per habitatge era de 43.942 $ i la renda mediana per família de 48.393 $. Els homes tenien una renda mediana de 32.042 $ mentre que les dones 23.047 $. La renda per capita de la població era de 20.947 $. Aproximadament l'1,4% de les famílies i el 3,9% de la població estaven per davall del llindar de pobresa.

## Poblacions properes
El següent diagrama mostra les poblacions més properes.